# Piac (kereskedelem)
Szűkebb, hagyományos értelemben a piacok vagy piachelyek konkrét helyek, standok, olykor maguk is kisebb boltok, amelyek bizonyos árukkal való rendszeres kereskedést szolgálják. Ha viszont a kereskedés nem kötött helyszínen zajlik vagy időben rendszertelen, azt a népnyelv többnyire vásároknak nevezi.
A piacok az ókor óta a mindennapi élet részei. Helyszínük többnyire a városok főutcája vagy főtere; ez a városok jelentős részében máig viseli a „Piactér” elnevezést (sokszor még akkor is, ha már rég nem tölt be piaci funkciót). A középkorban sok város a fejlődését piacának köszönhette, mint például a németországi Hannover, Frankfurt, Magyarországon Pest, Szombathely, vagy éppen az erdélyi Kézdivásárhely, a moldvai Jászvásár (Iași) – utóbbi három a nevében is viseli ennek nyomát.
A nagyobb városokban gyakori eset (volt) a piacok specializálódása: megjelentek a gabona-, hal-, hús-, zöldség- és másfajta piacok.
A piac sok helyütt, például a mediterrán országokban, egyben a közösségi élet fontos színhelye is.
Bizonyos piacokra a vevők mellett az eladók is korlátozás nélkül léphetnek be, de a piacok többségén engedélyt kell kérniük, illetve díjat kell fizetniük portékájuk árusításáért.

## Képgaléria

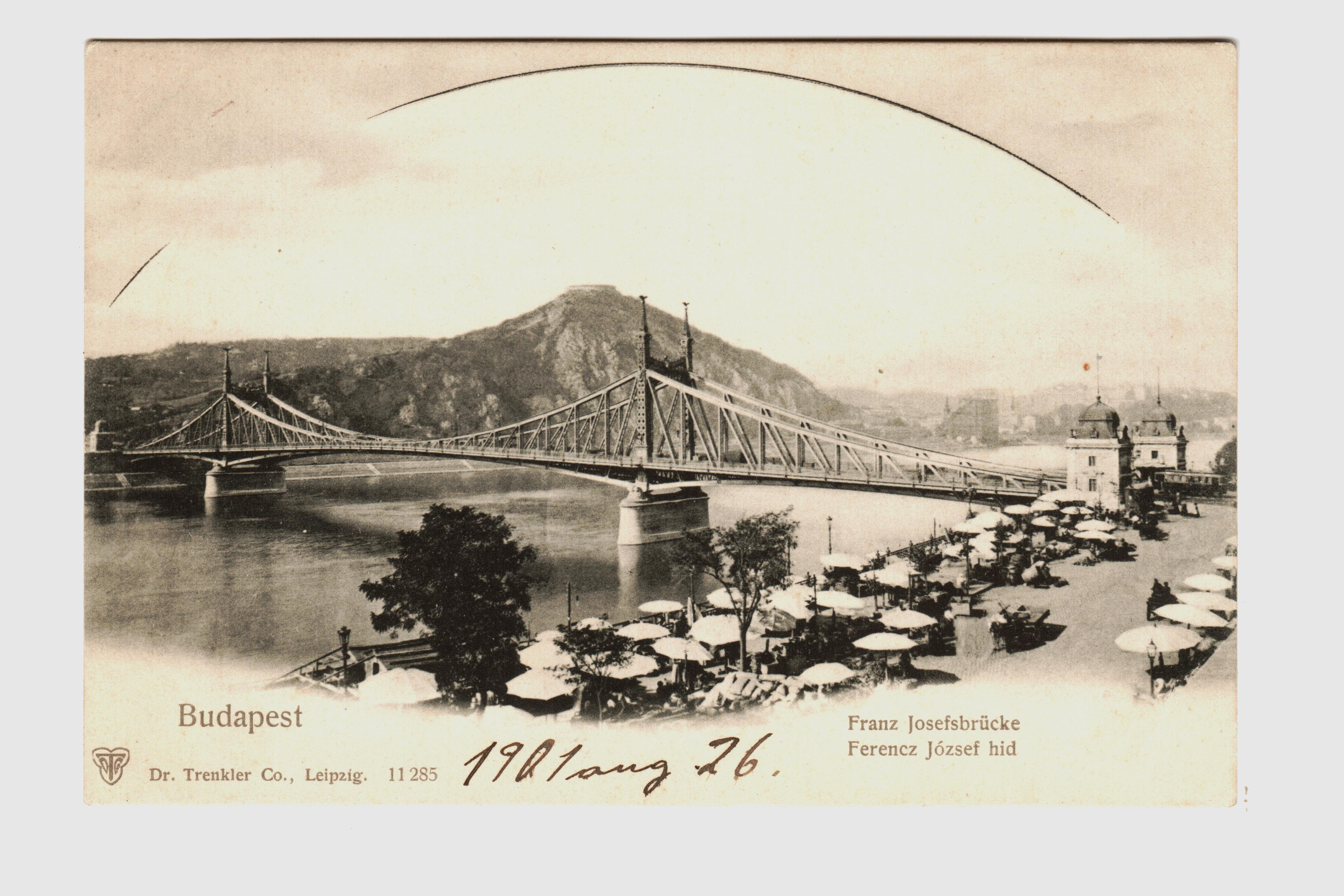
Piac a Ferencz József-hídnál, 1901
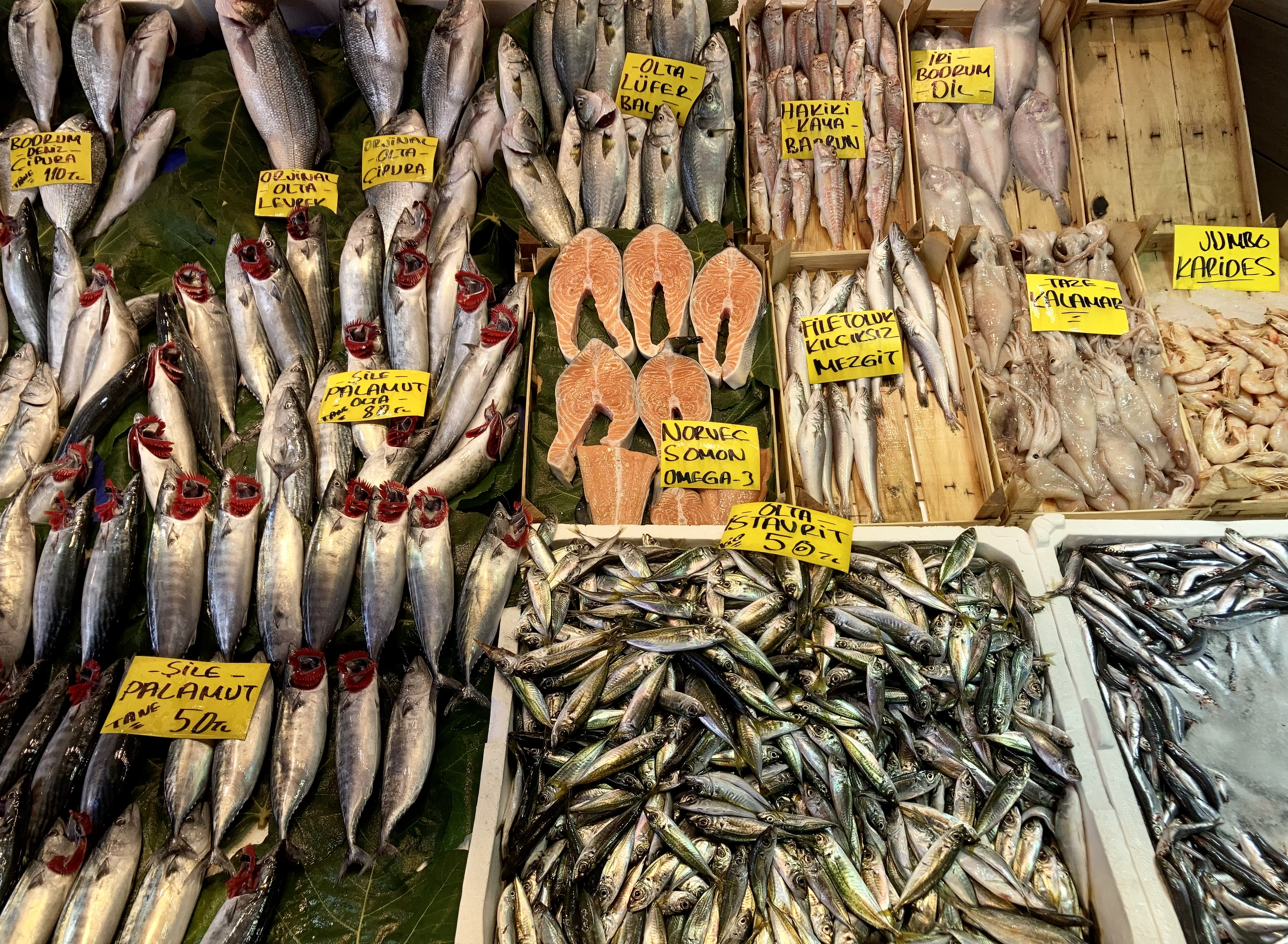
halpiac Isztambulban
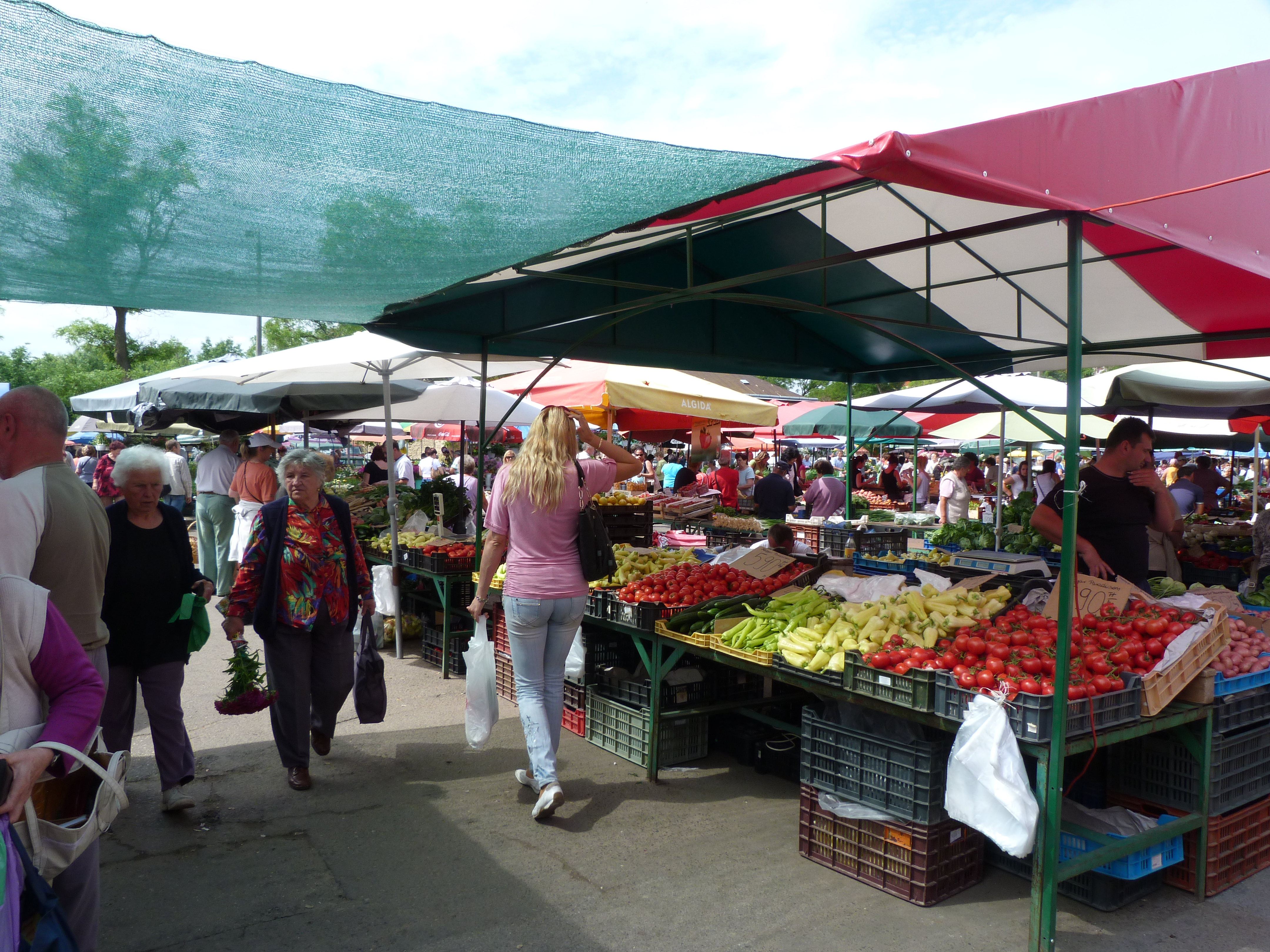
Piac Nyíregyházán
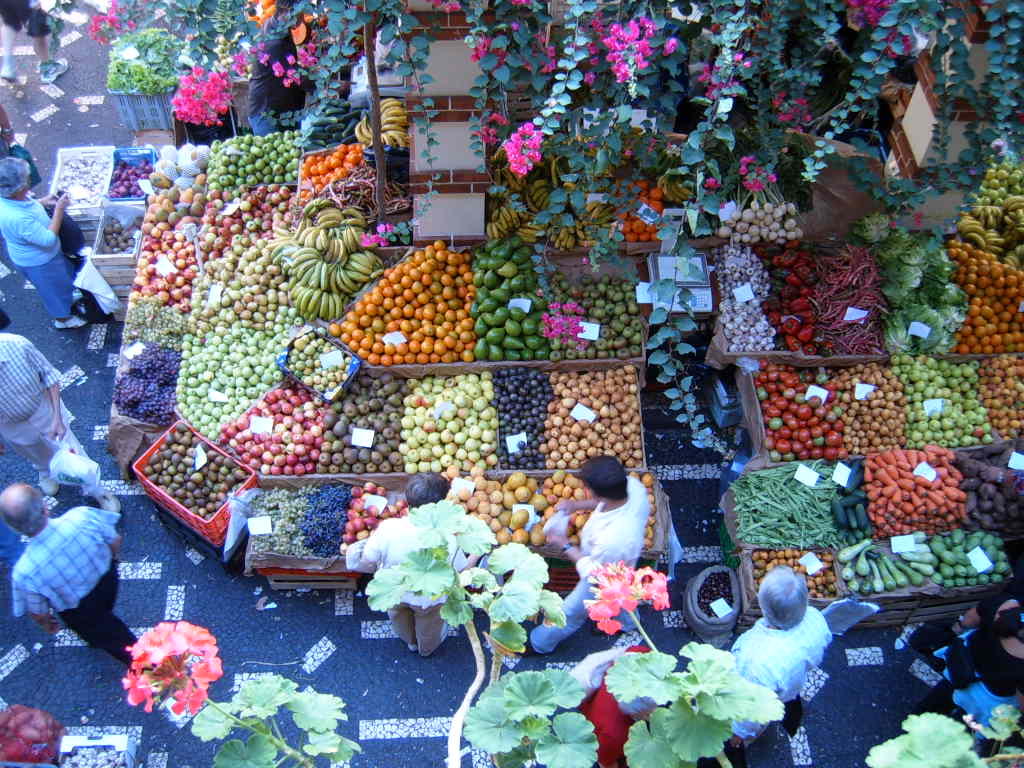
Mercado dos Lavradores, Funchal, Madeira-szigetek
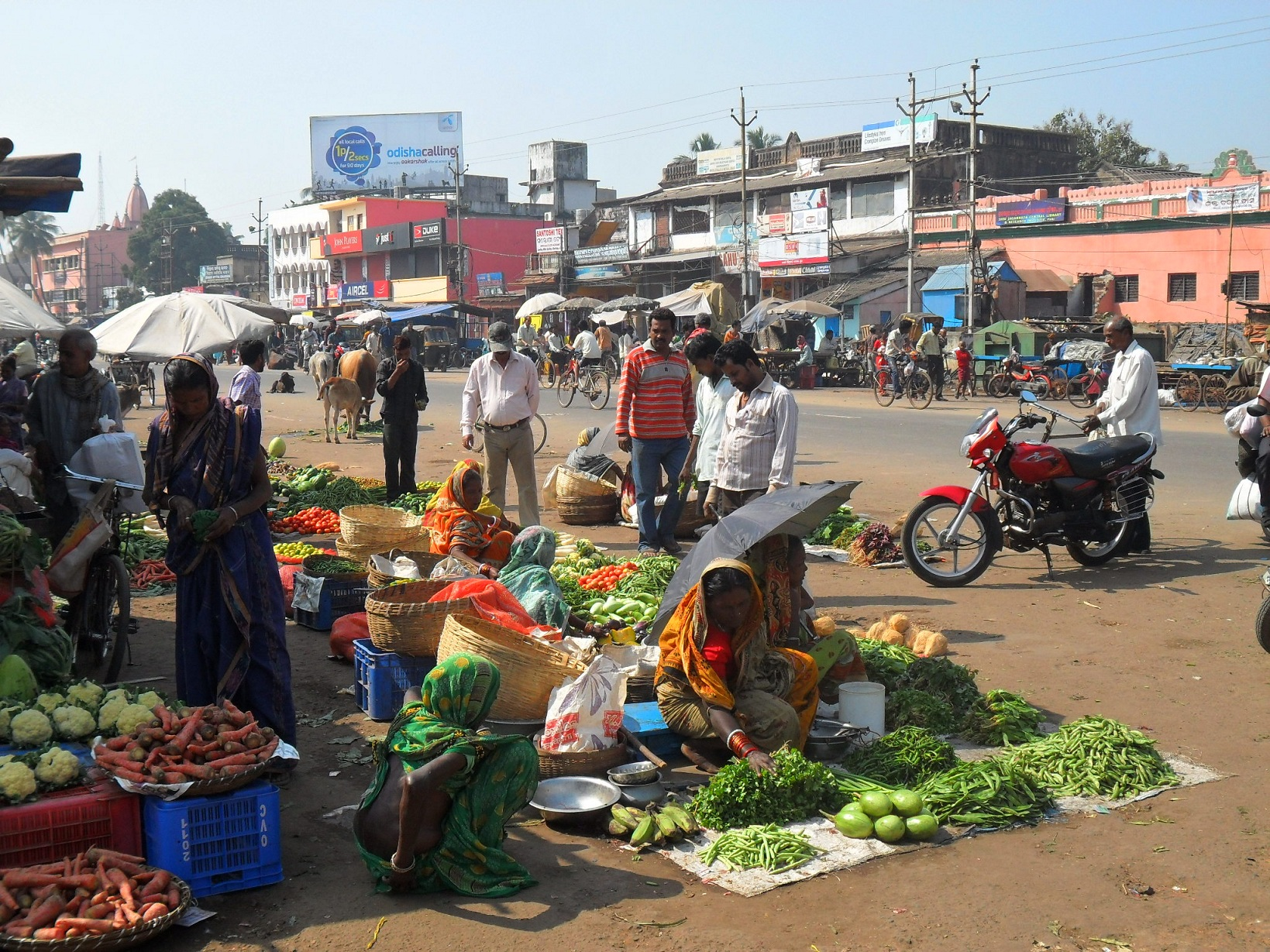
Piac Indiában az út szélén
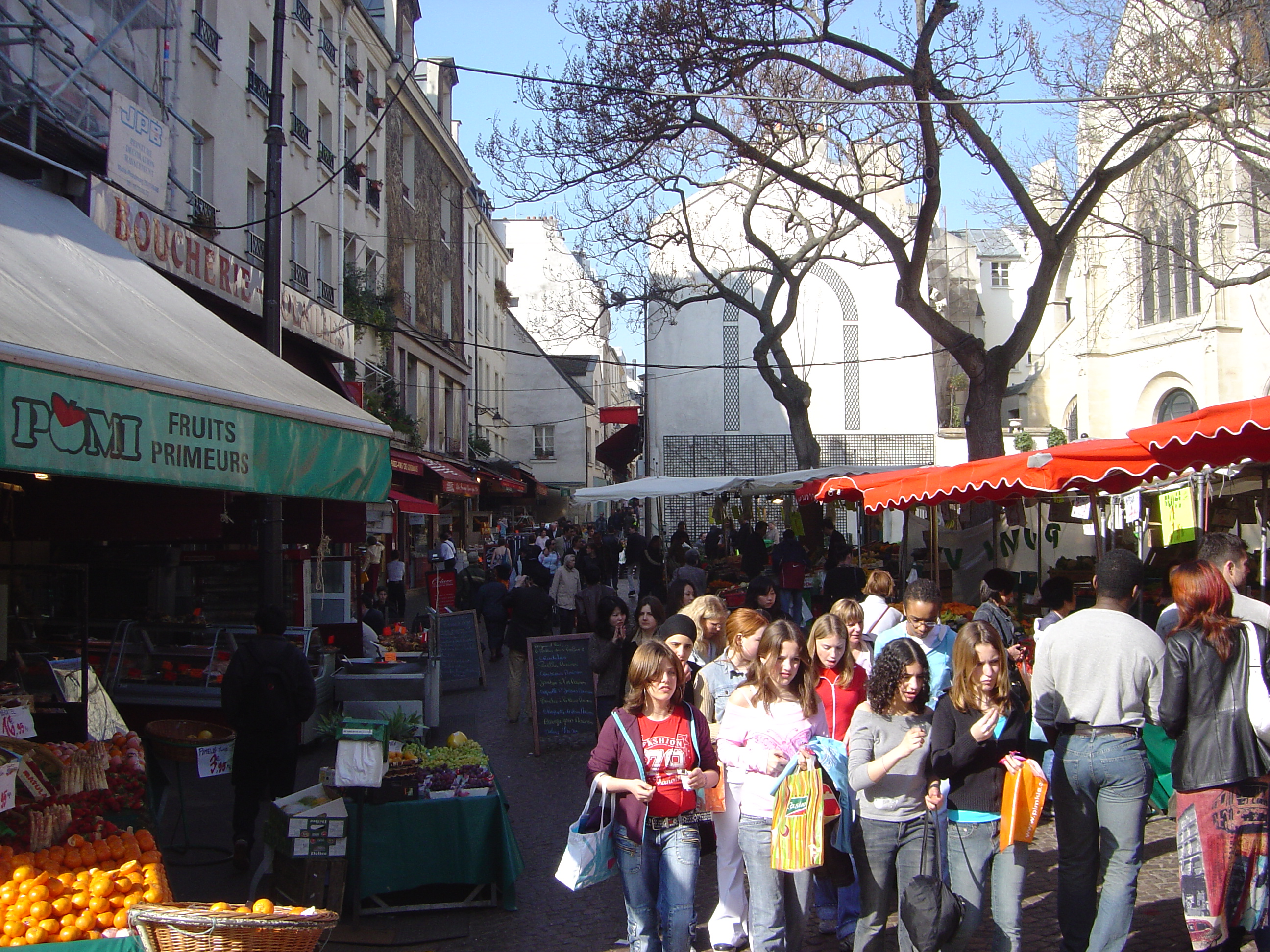
Piac a Rue Mouffetard-on, Párizs, Franciaország